# Schwedischer Chorverband
Der Schwedische Chorverband (Sveriges Körförbund) ist der Dachverband der Chöre in Schweden.
Der Verband wurde 1925 gegründet und vereinigte lange Zeit nur die gemischten Chöre Schwedens. 1997 fusionierte der Verband mit dem Schwedischen Sängerverband (Svenska Sångarförbundet), welcher zuvor ab 1909 als Dachverband der schwedischen Männerchöre operierte, und ist seither mit über 18.000 Sängern in rund 500 Mitgliedschören einer der größten Musik-Amateurverbände Nordeuropas.
Der Chorverband ist als Mitgliedsverband dem Nordischen Sängerverband sowie Europa Cantat angeschlossen.